# Владимировка (Пономарьовський район)
Влади́мировка (рос. Владимировка) — селище у складі Пономарьовського району Оренбурзької області, Росія.

## Населення
Населення — 9 осіб (2010; 21 у 2002).
Національний склад (станом на 2002 рік):
- мордва — 95 %